# Philereme depicturata
Philereme depicturata är en fjärilsart som beskrevs av Friedrich Wilhelm Niepelt 1914. Philereme depicturata ingår i släktet Philereme och familjen mätare. Inga underarter finns listade i Catalogue of Life.